# 市川紀子
市川 紀子（いちかわ のりこ）は、日本の会計学者。博士（経済学）。駿河台大学教授。専攻は財務会計。
埼玉県飯能市に生まれる。1995年に駿河台大学法学部を卒業する。1997年に同大学大学院法学研究科修士課程、さらに1999年に駿河台大学大学院経済学研究科修士課程を修了し、2004年に千葉大学大学院社会文化科学研究科博士課程を修了した。2005年-2006年に秀明大学総合経営学部非常勤講師を経て、2006年から駿河台大学経済学部専任講師となった。現在は、同大学准教授を経て同大学教授である。
2004年に『米国における財務会計の現代的特質』で千葉大学より博士（経済学）の学位を取得した。所属学会は、日本会計研究学会、日本簿記学会、経営行動研究学会、日本秘書教育学会である。

## 著書
- 『財務会計の現代的基盤』（森山書店, 2010年）